# 색인

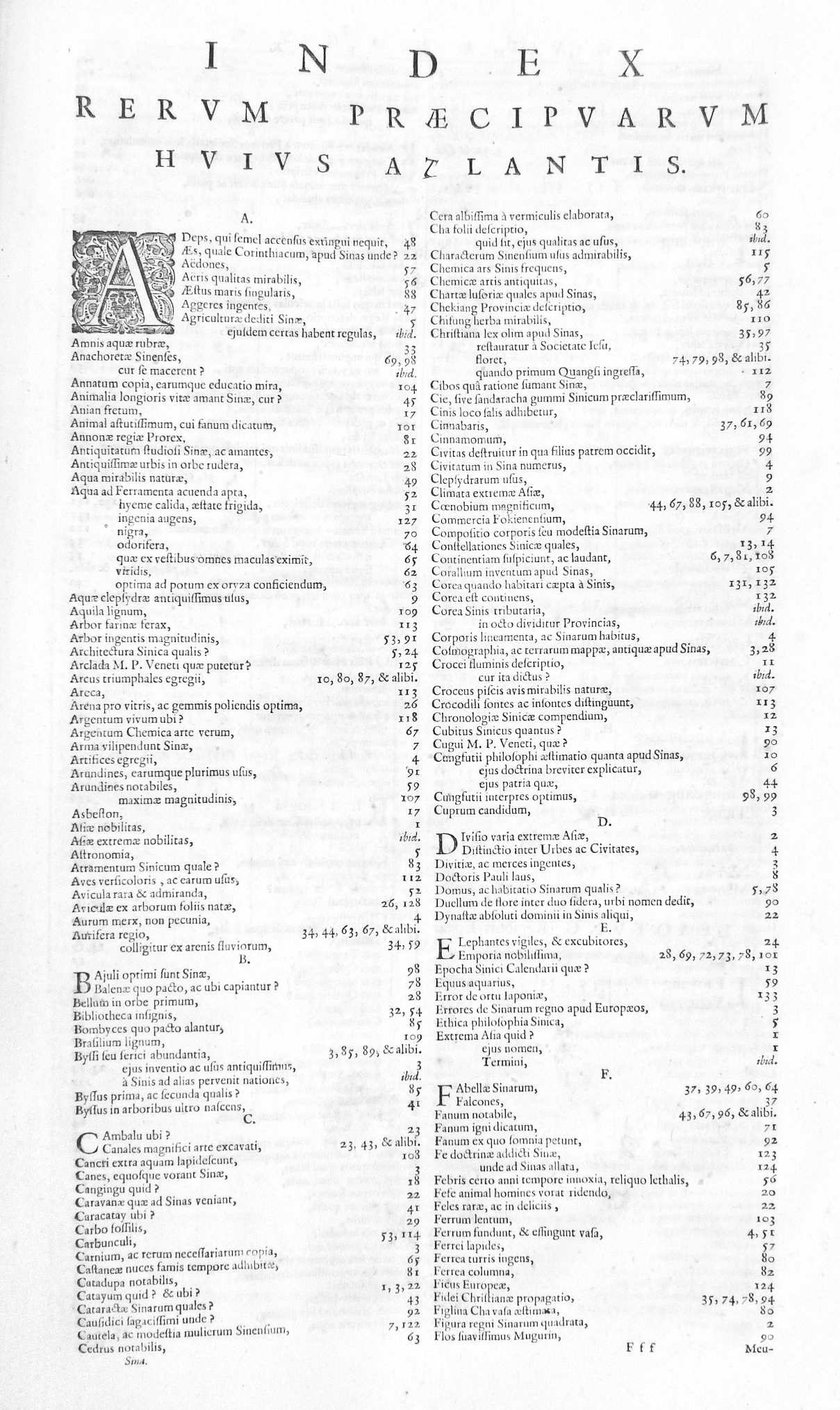

색인(索引)은 책 속의 낱말이나 구절, 또 이에 관련한 지시자를 찾아보기 쉽도록 일정한 순서로 나열한 목록을 가리킨다. 인덱스(index)라고도 한다.
구글과 같은 인터넷 검색 엔진과 완전한 도움말 검색은 정보에 대한 접근을 제공하지만 색인처럼 선별적이지는 않다.
용어 색인의 경우 성경이나 시작 등에 쓰인다.

## 표준
- ISO 999:1996 Guidelines for the Content, Organization, and Presentation of Indexes (이것은 영국, 오스트레일리아, 뉴질랜드의 국가 표준이기도 한다)

## 같이 보기
- 용어 색인
- 목차
- 웹 색인
- 코덱스